# 파를라

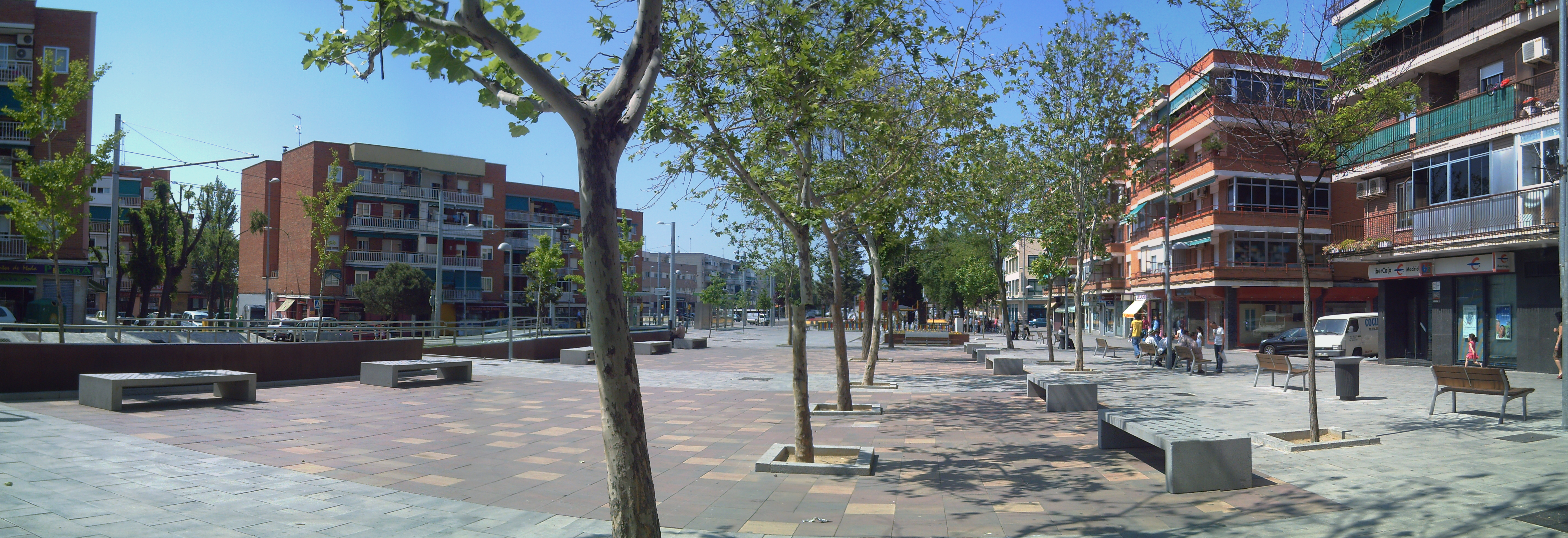
파를라

파를라(스페인어: Parla, 스페인어 발음: [ˈpaɾ.la])는 스페인 마드리드 도시권의 지방 자치체이다. 마드리드 지방 남부에 위치해 있으며 수도인 마드리드에서는 약 20km 떨어져 있다. 인구는 2015년 기준으로 125,056명이다.

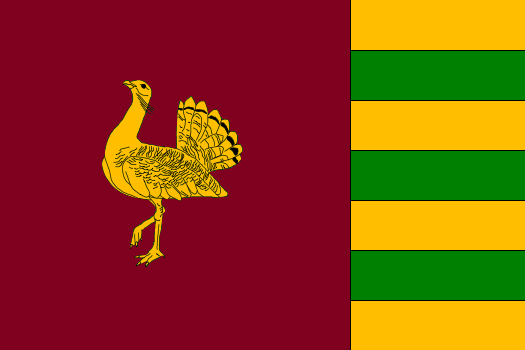
시기
시 문장

## 역사

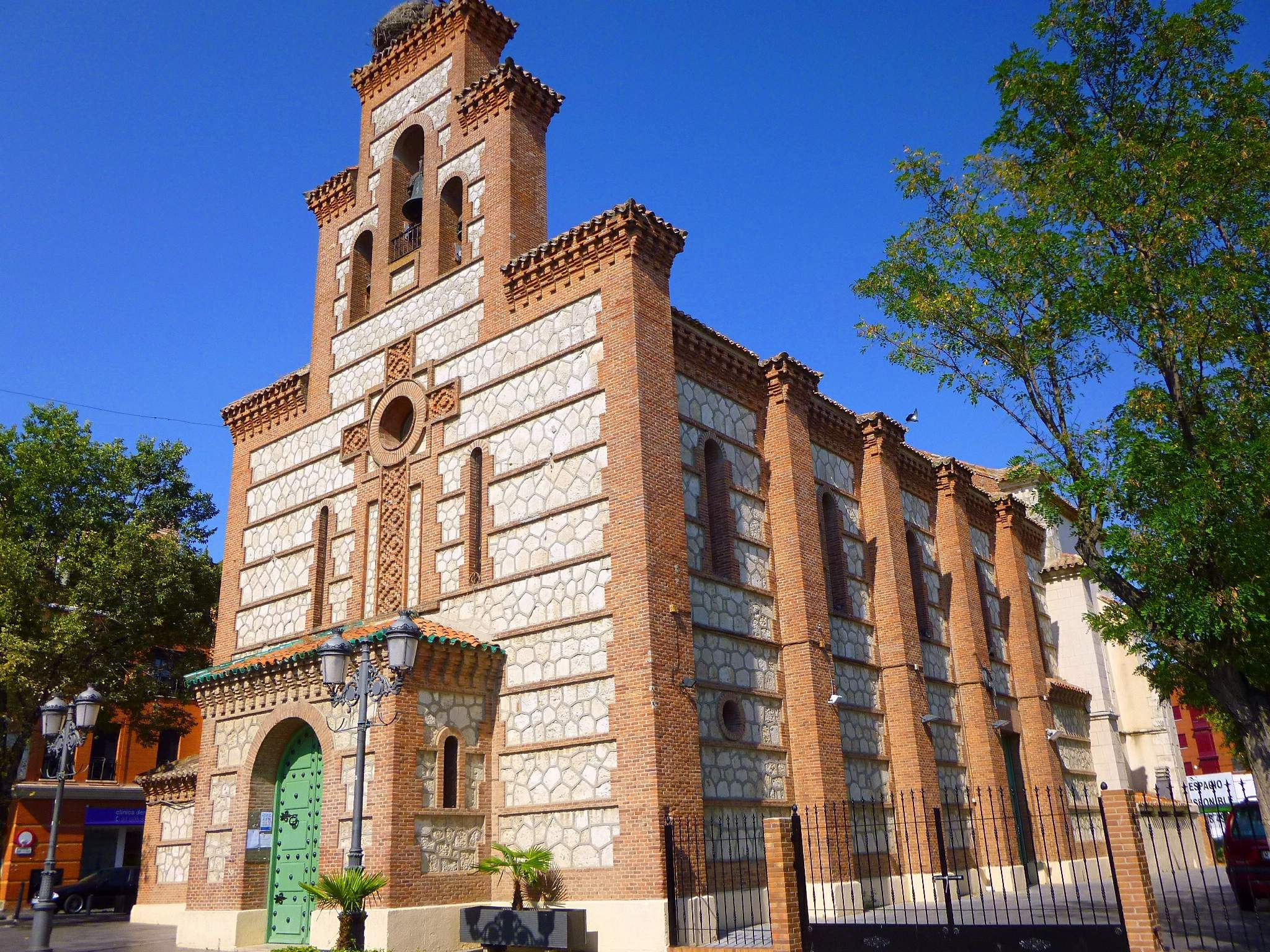
누에스타 세뇨라 데 라 아순시온 교회. 흔히 '옛 교회'(Iglesia Vieja)라는 이름으로 알려진 이 교회는 파를라에서 가장 오래된 교회다.

### 기원
파를라에 사람이 거주했다는 가장 오래된 증거는 구석기 각암으로 만든 석기 도구로, 석기 시대 사람들이 사용했던 종류이다. 서기 200년경부터 해안지방에서 온 유목민들이 파를라 지역에 정착하기 시작했으며 이들을 따라 금속 세공술(구리), 목축, 농경, 직조 등의 기술도 들어왔다. 이들 정착민들은 처음엔 우마네호스 계곡을 따라 거주했다.
4세기에서 5세기 사이에는 중앙유럽에서 건너온 켈트 족이 합류하면서 지역민의 인구가 증가했다. 이 켈트 족들은 철제술과 도예 등 선진 기술을 들여왔다. 대다수 주민들은 목축과 농사를 하며 살아갔다.
그렇게 이어지던 독자적인 지역 발전은 카르타고인과 로마인들이 들어오면서 끝이 났다. 로마의 경우 초창기 로마인 마을이 파를라 지역에 여러 곳 세워졌다는 역사가 기록으로 남겨져 있다. 이 당시의 로마 유물로는 여러 묘지 표석과 동전 등이 남아있다.
이슬람의 히스파니아 정복의 서막을 알렸던 과달레테 전투(711년)가 벌어진 뒤, 파를라와 지역 주민은 우마이야 왕조가 통치하는 영토로 들어가게 되었다. 이후 레콘키스타 시기에는 잠시 독립된 마을로 있기도 했다.

### 전근대
파를라 지역은 마드리드 알포스에 포함되어 있었는데, 이 알포스라 함은 레콘키스타 시기 한 마을을 둘러싼 영토를 가리키는 중세 스페인의 지명 용어이었다. 당시 마드리드 알포스 내에는 북쪽에 파를라, 남쪽에 우마네호스, 이렇게 두 마을이 주축을 이뤘다. 우마네호스는 1650년경에 자취를 감췄다.
파를라라는 지명이 언급된 가장 오래된 문서는 카스티야의 국왕이었던 알폰소 11세가 1338년 1월 6일 트루히요에서 쓴 편지로, 추기경에게 무어족과 싸우는 데 일조하는 대가로 파를라 촌의 통치권을 양도한다는 내용이다. 이 문서는 이후 1351년 12월 7일 페드로 1세의 확인을 거쳤다.
반도 전쟁이 끝난 뒤 파를라는 다른 지역에서 몰려든 가난한 피난민들의 보금자리가 되었다. 이 때를 전후로 파를라는 마을 지위를 얻게 되었다.

## 정치
2015년 지방 선거 이후, 파를라의 시장은 시민당(PP)의 루이스 마르티네스 에르바스(Luis Martínez Hervás)이 맡고 있다. 시민당이 파를라 시장 선거에 이겨서 오른 것은 임명 전에 좌파 정당 사이에서 연대 협약을 맺어 절대 과반을 차지하지 못했기 때문인데, 선두 주자 중에서 가장 많은 표(23.24%, 의원 7인)를 획득한 마르티네스 에르바스가 시장직에 오르게 되었다.
 나머지 좌파 정당 소속 시장 후보 4인은 총득표율 63.69%에 의원 20인의 지지를 얻었다. 마르티네스 에르바스 시장의 임명으로 시민당은 사상 처음으로 파를라 시장직을 얻게 되었고, 스페인 사회노동당 집권 36년을 마무리짓게 되었다.
파를라의 주요 정당은 스페인 사회노동당, 시민당, 그리고 포데모스로 합병되기 이전의 좌파연대가 있다. 파를라의 지역 선거는 매 4년마다 열리며, 마드리드 지방 선거와 함께 열린다. 다음 선거는 2019년에 열린다.
파를라 시청은 다음 부서로 나뉜다.
| - 시장부 - 재정재산부 - 공공안전부 - 인적자원부 - 사회서비스부 - 여성부 - 아동부 - 노인부 - 국제협력부 - 토지구역부 - 노동부 |  | - 환경부 - 교통부 - 도시계획 지역개발부 - 고용연수부 - 소비상업활황부 - 청소년부 - 교육부 - 스포츠부 - 문화부 - 보건부 - 일반행정부 |

## 같이 보기
- 마드리드주
- 마드리드 도시권